# 柯民思
克里斯托弗·约翰·明斯（英語：Christopher John Minns；1979年9月17日—），汉名柯民思，是澳洲政治家，自2023年3月起担任新南威尔士州第47任州长。自2021年6月以来，他一直是澳洲工党新南威尔士州支部的领导人，自2015年以来，他一直是新南威尔士州立法议会Kogarah分部的成员。他曾于2007年至2008年担任好市圍市的副市長。 
他在2015年新南威爾士州選舉中首次當選，並在Jodi McKay辭職後於2021年6月於領導選舉無人反對下當選為工黨領袖。他帶領該黨在2023年的州選舉中獲勝，惟祇能籌組少數政府。